# Aktínium(III)-oxid
Az aktínium(III)-oxid egy kémiai vegyület, amiben a ritka aktínium van. Képlete Ac2O3. Benne az aktínium oxidációs száma +3. Nem tévesztendő össze a ecetsav-anhidriddel (Ac2O), ahol az Ac acetilcsoportot jelöl, az aktínium(III)-oxidban pedig aktíniumot.

## Fordítás
Ez a szócikk részben vagy egészben  az   Actinium(III) oxide című angol Wikipédia-szócikk ezen változatának fordításán alapul.  Az eredeti cikk szerkesztőit annak laptörténete sorolja fel. Ez a jelzés csupán a megfogalmazás eredetét és a szerzői jogokat jelzi, nem szolgál a cikkben szereplő információk forrásmegjelöléseként.